# Reflections (Sandra)
Reflections è un album di remix della cantante tedesca Sandra, pubblicato il 29 settembre 2006 dall'etichetta discografica EMI.
Le canzoni remixate sono gli storici successi della cantante.

## Tracce
CD (EMI 0946 3 76396 2 7 (EMI)
1. Around My Heart 2006
2. Stop for a Minute 2006
3. Hi! Hi! Hi! 2006
4. (I'll Never Be) Maria Magdalena 2006
5. In the Heat of the Night 2006
6. Heaven Can Wait 2006
7. Hiroshima 2006
8. One More Night 2006
9. Secret Land 2006
10. Innocent Love 2006
11. We'll Be Together 2006

## Classifiche
| Classifica (2006) | Posizione raggiunta |
| ----------------- | ------------------- |
| Germania          | 44                  |
| Francia           | 145                 |